# 托尔舍维尔
托尔舍维尔（法語：Torcheville，法語發音：[tɔʁʃəvil]）是法国摩泽尔省的一个市镇，属于萨尔堡-萨兰堡区。

## 地理
托尔舍维尔（48°54'35"N, 6°50'56"E）面积6.14 平方千米，位于法国大東部大區摩泽尔省，该省份为法国东北部内陆省份，是洛林的一部分，西南接默尔特-摩泽尔省，东临下莱茵省，北与卢森堡和德国接壤。
与托尔舍维尔接壤的市镇（或旧市镇、城区）包括：阿尔贝斯特罗夫、甘兹兰、洛尔、莫尔兰、曼斯泰、内班。
托尔舍维尔的时区为UTC+01:00、UTC+02:00（夏令时）。

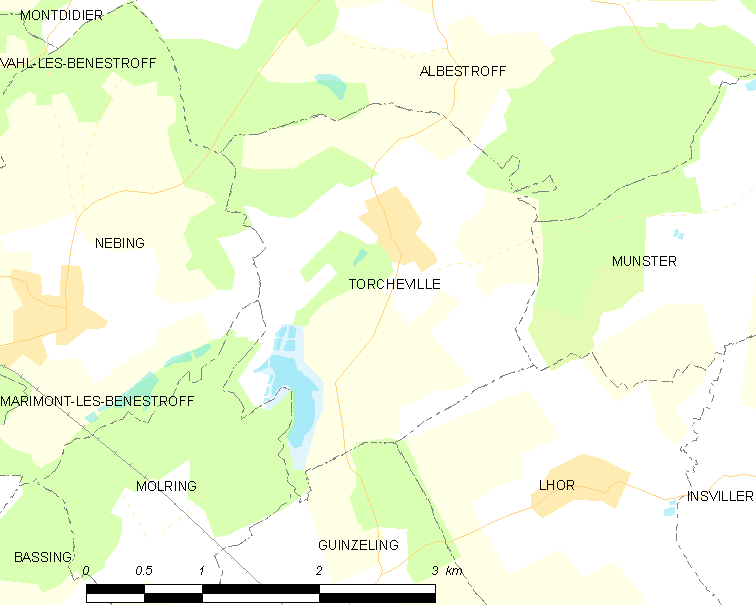
托尔舍维尔的OSM定位图

## 行政
托尔舍维尔的邮政编码为57670，INSEE市镇编码为57675。

## 政治
托尔舍维尔所属的省级选区为索努瓦县。

## 人口

1962-2008年间托尔舍维尔人口变化图示

托尔舍维尔于2022年1月1日时的人口数量为117人。